# Márton Esterházy
Márton Esterházy (Budapest, 9 aprile 1956) è un ex calciatore ungherese.
Ha disputato con l'Ungheria il Campionato mondiale di calcio 1986, andando a segno contro il Canada. È fratello dello scrittore Péter Esterházy.

## Palmarès

### Club
- Coppa d'Ungheria: 1

Ferencváros: 1977-1978
- Campionato ungherese: 1

Honvéd: 1983-1984